# Sextus Marcius Priscus
Sextus Marcius Priscus was een Romeinse politicus uit de 1e eeuw na Christus, die gediend heeft onder de keizers Tiberius Caesar tot en met Caesar Augustus Vespasianus. Hij was gouverneur van de provincies Lycië en Pamfylië, welke hij in de periode van ca. 63 tot 71 bestuurde vanuit Patara. In opdracht van met name keizer Nero voerde hij in deze stad diverse bouwwerken uit, met name de vuurtoren van Patara en zijn antipharos en het badhuis van Vespasianus. Ook overzag hij de herbouwwerkzaamheden van het Delikkemer aquaduct en het badhuis van Nero.
Priscus was een gewaardeerde bestuurder, blijkens het opschrift op de sokkel van zijn standbeeld, die aan de voet van de vuurtoren stond: daarin eren de raad en het volk van Patara Priscus als hun redder, weldoener en propreator gouverneur voor zijn jarenlange rechtvaardige bestuur van de Lyciërs zonder corruptie, het versieren van hun stad met mooie gebouwen, en de bouw van twee vuurtorens voor de veiligheid van de zeevaarders.